# Isla Correyero
Isla Correyero (Miajadas, Cáceres, 1957) es el seudónimo de Esperanza Rodríguez Correyero, una escritora, guionista y poeta española, enfermera, que fue galardonada en 1995 con el premio de poesía "Ricardo Molina" y antologada en Las diosas blancas (1985) de Ramón Buenaventura y en Ellas tienen la palabra (2008) de Noni Benegas. Correyero es considerada por la crítica como parte del nuevo movimiento de poesía española junto con Ana Rossetti, Blanca Andreu y Amalia Iglesias.

## Trayectoria
Estudió periodismo y cinematografía en Madrid.  Al concluir la carrera se dedicó profesionalmente a la redacción de guiones para cine y televisión; fue guionista, entre otras, de la serie televisión Quinta planta, de Antonio Mercero.  Durante esta época compaginó el trabajo con la poesía y publicó algunos de sus libros de poesía. 
Isla Correyero trabajó como enfermera durante 13 años en el Ramón y Cajal. De su trabajo como enfermera, un viaje en ambulancia acompañando a una niña, surgió el libro de poemas Diario de una enfermera.
Su obra poética ha merecido la atención de la crítica especializada en el estudio de la poesía española de finales del siglo XX y XXI. 
Ha participado en lecturas significativas y eventos literarios celebrados en lugares como: Palacio Real de Madrid, 2000, Fundación Monasterio de Yuste, 2004, Festival Poetry Internacional de Róterdam, junto a Seamus Heaney, 2005, Cumbre Iberoamericana, representando a Cáceres: Patrimonio de la Humanidad,  Salamanca 2008.
Ha formado parte de jurados de premios de poesía, tales como: Premio Hispanoamericano de Poesía Juan Ramón Jiménez, Certamen de Poesía Soledad Escassi Su poemario Hoz en la espalda ha sido muy elogiado por el poeta "brut" David González.

## Obra

### Libros
- Cráter (1981-1983). (Colección Provincia, León, 1984). Premio de Poesía Villafranca del Bierzo 1984.
- Lianas (Hiperión, Madrid, 1988).
- Crímenes (Huerga y Fierro editores, Madrid, 1993).
- Diario de una enfermera (Huerga y Fierro editores, Madrid, 1996). IV Premio de Poesía Ciudad de Córdoba Ricardo Molina, 1995.
- La pasión (Lúa Ediciones, Madrid, 1998). Grabados de Luis Arencibia y poema final de Juan Carlos Mestre.
- Amor tirano. (DVD Ediciones, Barcelona, 2003). Premio de Poesía Hermanos Argensola 2002.
- Género humano. (Autoedición, 2014). Incluye Diario de una enfermera (ampliado) y Occidente.
- Hoz en la espalda. (Huerga y Fierro Editores, Madrid, 2015).
- Japonesas. (Visor, Madrid, 2021). XXXI Premio de Poesía Jaime Gil de Biedma.

### Plaquettes
- Una taza de caldo. (Pliego de El Crotalón, 1984).
- Isla Correyero. (Centro Cultural de la Generación del 27, Málaga, 1993). Prólogo de Juan Carlos Mestre.
- Como cuando coges una trucha en las manos (Ediciones Piratas, Galaroza, 1998).

### Antologías de su obra
- Mi bien. Antología poética. (Visor, Madrid, 2018). Edición y prólogo de Juan Antonio González Iglesias.[12]

### Como antóloga
- Feroces: muestra de las actitudes radicales, marginales y heterodoxas en la última poesía española. (DVD Ediciones, Barcelona, 1998). Los veintitrés poetas antologados son Jesús Aguado, Graciela Baquero, Javier Bello, Niall Binns, Violeta C. Rangel (pseudónimo de Manuel Moya), María Eloy García, Enrique Falcón, Pablo García Casado, David González, Juan Antonio González Iglesias, Marjiatta Gottopo, Jesús Llorente, Antonio Méndez Rubio, Antonio Orihuela, Eladio Orta, Isabel Pérez Montalbán, Juan Carlos Reche, Miriam Reyes, Jorge Riechmann, Antonio Rigo, Alberto Tesán, Jesús Urceloy y Juan Manuel Villalba.

## Premios y reconocimientos
En 1984 recibe el Premio Villafranca del Bierzo por Cráter.
En 1995 recibe el premio de poesía ciudad de Córdoba "Ricardo Molina", por Diario de una enfermera. En 1999 fue finalista del Premio Mundial De Poesía Mística Fernando Rielo, por su colección de poemas La Pasión. En 2002 recibe el Premio Hermanos Argensola, por Amor tirano. En 2021 su obra Japonesas recibe el XXI Premio de Poesía Jaime Gil de Biedma.